# 9 Songs
9 Songs és una pel·lícula britànica del 2004 dirigida per Michael Winterbottom. Es va rodar en vídeo digital i sense guió, els comentaris van ser improvisats pels seus dos actors. La raó perquè hi hagi sexe explícit es deu al fet que el director, llegint la novel·la Plataform, de Michel Houellebecq, va pensar que era "un gran llibre, ple de sexe i vaig tornar a preguntar-me com els llibres poden fer això i el cinema, que està molt més preparat, no". Els actors van assumir que tindrien relacions sexuals reals i, prèviament al rodatge principal, van assajar les escenes per saber si seguien amb la pel·lícula.

## Argument
La pel·lícula té lloc entre flashbacks de Matt (Kieran O'Brien), recordant a la seva promesa, Lisa (Margo Stilley), des que la va conèixer en un concert a Londres fins al Nadal quan ella torna als Estats Units després d'haver-hi acabat els seus estudis a Anglaterra. En aquests flashbacks tenen lloc els vuit concerts intercalats amb relacions sexuals entre ells.

## Les nou cançons[3]
- Black Rebel Motorcycle Club, "Whatever happened to my rock and roll"
- The Von Bondies, "C'Mon, C'Mon"
- Elbow, "Fallen angel"
- Primal Scream, "Movin' on up"
- The Dandy Warhols, "You Were The Last High"
- Super Furry Animals, "Slow life"
- Franz Ferdinand, "Jacqueline"
- Michael Nyman, "Nadia"
- Black Rebel Motorcycle Club, "Love Burns"